# Wikentij Chwoika

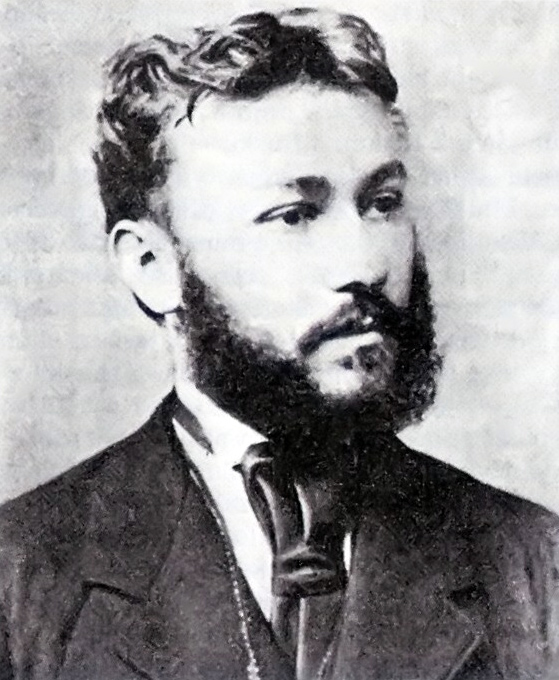
Wikentij Chwoika

Wikentij W'jatscheslawowytsch Chwoika (tschechisch Vincenc Častoslav Chvojka, Čeněk Chvojka; * 21. Februar 1850 in Semín, Böhmen; † 20. August 1914 in Kiew) war ein ukrainischer Archäologe böhmischer Herkunft. Er gilt als der Entdecker der Tripolje-Kultur.

## Leben
Vincenc Častoslav Chvojka kam 1850 im österreich-ungarischen Dorf Semin in Böhmen zur Welt. Er studierte an der Hochschule für Handel in Chrudim und lebte danach in Prag.
1876 zog Chwoika nach Kiew, wo er zunächst Zeichnen und deutsche Sprache unterrichtete und erfolgreich in der Landwirtschaft tätig war.
Später widmete er sich dem Studium von Antiquitäten und war einer der Gründer des offiziell 1899 eröffneten Kiewer Museums für Antiquitäten und Kunst, in dessen Museumsgebäude sich heute das Nationale Kunstmuseum der Ukraine befindet und dem er zeitlebens als Leiter der archäologischen Abteilung verbunden blieb. 1890 begann er mit privaten Mittel die archäologische Erforschung des Mittleren Dnepr. Er fand in Kiew-Podil Überreste einer Siedlung der Magdalénien-Kultur (Kiew-Kyrill-Wohnplatz) und entdeckte schließlich etwa 40 km südlich von Kiew, bei Trypillja, Artefakte der nach diesem Ort benannten Tripolje-Kultur. Seine Forschungsergebnisse stellte er auf dem 11. Kongress der Archäologen im Jahre 1897 vor.
Wikentij Chwoika starb 1914 in Kiew und wurde auf dem dortigen Baikowe-Friedhof beerdigt.

## Ehrung

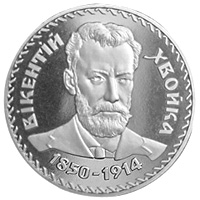
ukrainische 2-₴- Münze zu Chwoikas 150. Geburtstag 2000

Anlässlich seines 150. Geburtstages gab die Nationalbank der Ukraine im Jahr 2000 eine 2-₴-Münze zu seinen Ehren heraus.